# Раж (Шишкин)
Раж (рус. Рожь), понекад Ражено поље, је слика руског сликара Ивана Шишкина из 1878. На слициј је приказано поље ражи код села Лекарево, западно од Јелабуге у Татарстану. Слика је стално изложена у Третјаковској галерији.
Шишкин је рођен 1832. године у руској трговачкој породици у Јелабуги, тада у Вјатској губернији (данас Република Татарстан), поред реке Каме око 200 километара источно од Казања. Као и код многих Шишкинових дела, и ова слика је инспирисана селом у близини његовог раног дома. Укључује два заједничка елемента из Шишкиновог дела: борове и пут који води од посматрача. Два ранија Шишкинова дела у колекцији Третјаковске галерије из 1860-их приказују путнике међу пољима ражи.
Рад је заснован на скици оловком поља ражи код Лекарева, коју је уметник направио на путовању са својом ћерком 1877. године, на којој је написао „Ета“ (на руском „овај“). Белешке на другој скици откривају његове мисли: „Раздолье, простор, угодье. Рожь. Божьа благодать. Русское богатство“ („Пространство, простор, земља. Раж. Божјом милошћу. руско богатство").
Слика приказује поље жуте ражи која сазревају међу раштрканим боровима под претећим облацима у даљини. Сеоска стаза води у поље, са двоје људи једва видљивим усред ражи. Ластавица пролази поред пољског цвећа поред стазе. Велика стабла усред усева су преживела сечу шуме да би се направило поље.
Слика је потписана и датирана у доњем десном углу "И. Шишкинъ. 1878" ("И. Шишкин. 1878").
Завршено дело је било изложено на шестој изложби Передвижница током 1878. године. Те године је слику купио Павел Третјаков, чија је колекција прерасла у Третјаковску галерију.

## Галерија
- Иван Шишкин, Дорога во ржи ('Пут у ражи'), 1866.
- Иван Шишкин, Подне. Комшилук у Москвеи, 1869.
- Шишкинови радови у просторији Н25 у Третјаковској галерији, укључујући Раж на десној страни